# Hernialde
Hernialde és un municipi de Guipúscoa, de la comarca del Tolosaldea.

## Eleccions municipals 2007
Dos partits es van presentar com candidats a l'ajuntament, un grup independent, i el PP. Aquests van ser els resultats: 
- Independents per Hernialde : 195 vots. (7 escons)
- Partit Popular : 0 vots. (0 escons)

Això va donar com vencedor a l'actual alcalde del municipi, Igaro Balda Izaguirre, per part del partit independent, i fent que el Partit Popular no assolís cap escó a causa del fet que no va rebre ni un sol vot en tota la localitat.

## Topònim
Hernialde podria traduir-se de l'euskera al català com la zona de l'Hernio, la vessant de l'Hernio o al costat de l'Hernio, depenent del context. En qualsevol cas el nom del poble al·ludeix a la seva ubicació en el vessant oriental de l'emblemàtica muntanya Hernio. El nom de la muntanya sol escriure's de forma indistinta amb hac o sense, encara que és més habitual la forma sense hac (Ernio), mentre que el nom del poble tradicionalment s'ha escrit i se segueix escrivint amb hac.